# AmigaAMP
AmigaAMP è un lettore multimediale per piattaforma Amiga 68k o PPC con interfaccia e funzionalità simili alle vecchie versioni di Winamp (precedenti alla 3.00).